# NGC 799
NGC 799 est une vaste galaxie spirale barrée située dans la constellation d'Andromède. Sa vitesse par rapport au fond diffus cosmologique est de 5 652 ± 19 km/s, ce qui correspond à une distance de Hubble de 83,4 ± 5,8 Mpc (∼272 millions d'al). NGC 799 a été découverte par l'astronome américain Lewis Swift en 1885.
NGC 799 a été utilisée par Gérard de Vaucouleurs comme une galaxie de type morphologique SAB(l)a dans son atlas des galaxies,.
NGC 799 présente une large raie HI. Selon la base de données Simbad, NGC 799 est une galaxie LINER, c'est-à-dire une galaxie dont le noyau présente un spectre d'émission caractérisé par de larges raies d'atomes faiblement ionisés.
En raison d'une brillance de surface égale à 14,73 mag/am2, on peut qualifier NGC 799 de galaxie à faible brillance de surface (LSB en anglais pour low surface brightness). Les galaxies LSB sont des galaxies diffuses (D) avec une brillance de surface inférieure de moins d'une magnitude à celle du ciel nocturne ambiant.
Les galaxies NGC 799 et NGC 800 forment une paire de galaxies en interaction gravitationnelle, car elles sont toutes deux à environ 272 millions d'années-lumière de nous,.
À ce jour, quatre mesures non basées sur le décalage vers le rouge (redshift) donnent une distance de 88,225 ± 15,452 Mpc (∼288 millions d'al), ce qui est à l'intérieur des valeurs de la distance de Hubble.

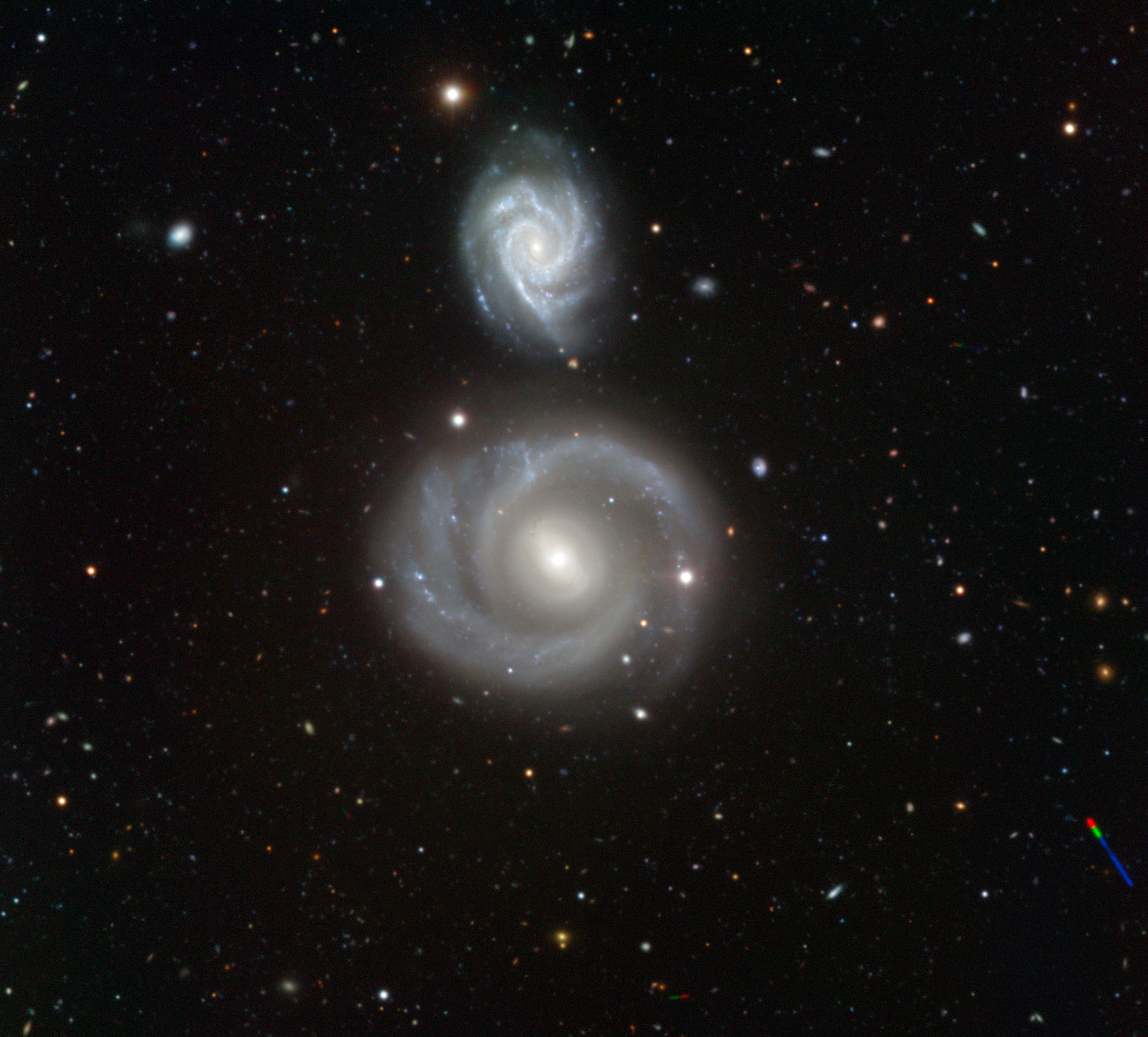
NGC 799 (en bas) et NGC 800 par le VLT. (ESO)

## Supernova
La supernova SN 2004dt a été découverte dans NGC 799 le 11 août 2004 par M. Moore et W. Li dans le cadre du programme LOSS (Lick Observatory Supernova Search) de l'observatoire Lick. Cette supernova était de type Ia.